# Козија (Мехединци)
Козија (рум. Cozia) насеље је у Румунији у округу Мехединци у општини Пристол. Oпштина се налази на надморској висини од 40 m.

## Становништво
Према подацима из 2002. године у насељу је живело 677 становника, од којих су сви румунске националности.